# ای‌ایی ۰۱ آئرو
ای‌ایی ۰۱ آئرو (به انگلیسی: Aero_Ae_01) یک هواگرد ملخ‌پیشین تک‌موتوره از نوع هواگرد آموزشی ساخت شرکت Aero است. هواگرد ای‌ایی ۰۱ آئرو نخستین پروازش را در ۱۹۱۹ میلادی انجام داد.